# Tessères de Mago-Halmi
Mago-Halmi Tesserae
Pour les articles homonymes, voir Mago-Halmi.
Les tessères de Mago-Halmi (désignation internationale : Mago-Halmi Tesserae) sont un ensemble de terrains polygonaux situé sur Vénus dans le quadrangle d'Atalanta Planitia. Il a été nommé en référence à Mago-Halmi, déesse coréenne de l'aide.